# 로자 오툰바예바
로자 이사코브나 오툰바예바(키르기스어: Роза Исаковна Отунбаева, 러시아어: Роза Исаковна Отунбаева, 1950년 8월 23일 ~ )는 키르기스스탄의 여성 정치인이다.
오시에서 태어나 모스크바 대학교를 나왔으며, 키르기스 대학교 교수로 재직했다. 소련 공산당 당원으로 1981년 비서로 근무했다. 1980년대 후반 외교관으로 활동, 유네스코 주재 소련 대사와 말레이시아 주재 소련 대사를 지냈다. 키르기스스탄 독립 후 아스카르 아카예프 대통령이 이끄는 행정부에서 외무장관으로 재직하고 주 미국·캐나다·영국 대사를 지냈다.
국내외에서 아카예프 대통령의 독재화에 대한 우려가 커지는 가운데, 오툰바예바는 2004년 정당을 결성하여 2005년 총선을 준비하였다. 그러나 피선거권자는 선거일 전까지 5년 간 국내에 거주해야 한다는 규정으로 외국에서 근무했던 그는 출마 자격을 얻지 못했다.
2005년 총선은 부정 선거로 얼룩졌고, 국민은 이에 반발하여 대규모 반정부 시위를 벌였고 오툰바예바는 이를 주도한 인물 중 하나였다. 튤립 혁명으로 불리는 이 혁명으로 아카예프 정권은 무너졌고 쿠르만베크 바키예프가 새 대통령으로 취임했다. 2007년 국회의원으로 선출되었으나, 바키예프 대통령과도 관계가 어긋나기 시작했다. 그는 바키예프 대통령도 독재 정치를 시도하고 있다고 비판했다.. 2010년 4월, 공공요금 인상과 바키예프 정권의 독재와 부패에 항의하는 집회가 대규모 반정부 시위로 커졌고 바키예프 대통령은 탈출하기에 이르렀다. 오툰바예바는 4월 7일, 과도 정부 수반으로 지명되어 임시 정부 수반이 되었다. 2010년 7월부터 2011년 12월 1일까지 키르기스스탄 최초의 여성 대통령으로 있었다. 이후 2011년에 국제 용기 있는 여성상에 수상하여 민주행보를 이끌어 가고 있다.

## 같이 보기
- 여성 국가 지도자